# Nerissa kuslitskyi
Nerissa kuslitskyi är en stekelart som beskrevs av Trjapitzin 1977. Nerissa kuslitskyi ingår i släktet Nerissa och familjen sköldlussteklar. Inga underarter finns listade i Catalogue of Life.